# カンボク
カンボク（肝木、学名： Viburnum opulus var. sargentii ）は、ガマズミ科（レンプクソウ科）ガマズミ属の落葉低木〜小高木。別名ケナシカンボク。

## 分布と生育環境
東アジア北東部に分布。シベリア東部、朝鮮半島、中国大陸（甘粛省・四川省・長江流域以北）、樺太、南千島、北海道、本州の中部地方以北に分布。日本には、北海道、本州、四国、九州に分布するという説もあり、北日本の山地に多く見られる。山地の疎林内や林縁、やや湿り気のある場所に自生する。

## 形態・生態
落葉広葉樹の低木から小高木。樹高は2 - 7メートル (m) くらいになる。樹皮は暗灰褐色で厚く、縦に割れ目が入ってくる。小枝は赤褐色で毛はなく、枯れた枝先がよく残っている。葉は枝に対生し、形は広卵形でやや深く3裂し、3本の葉脈が目立つのが特徴で、他の似た種との区別がしやすい。葉の先端は尖り縁は全縁になる。
花期は晩春から夏にかけて（5 - 7月ごろ）で、白色の小さな両性花のまわりに大きな5枚の装飾花が縁どる。花の姿はガクアジサイやムシカリにも似ている。秋にはびっしりと赤い実をつけ、秋の山を彩る。冬になっても赤い果実や果序の柄はよく残っている。
冬芽は枝に対生し、卵形や長卵形で、枝先には仮頂芽が2個つく。冬芽の芽鱗は帽子状で毛はなく、外側は1枚で、内側2枚はべたつく。冬芽のわきに残る葉痕は、三日月形で維管束痕が3個つく。

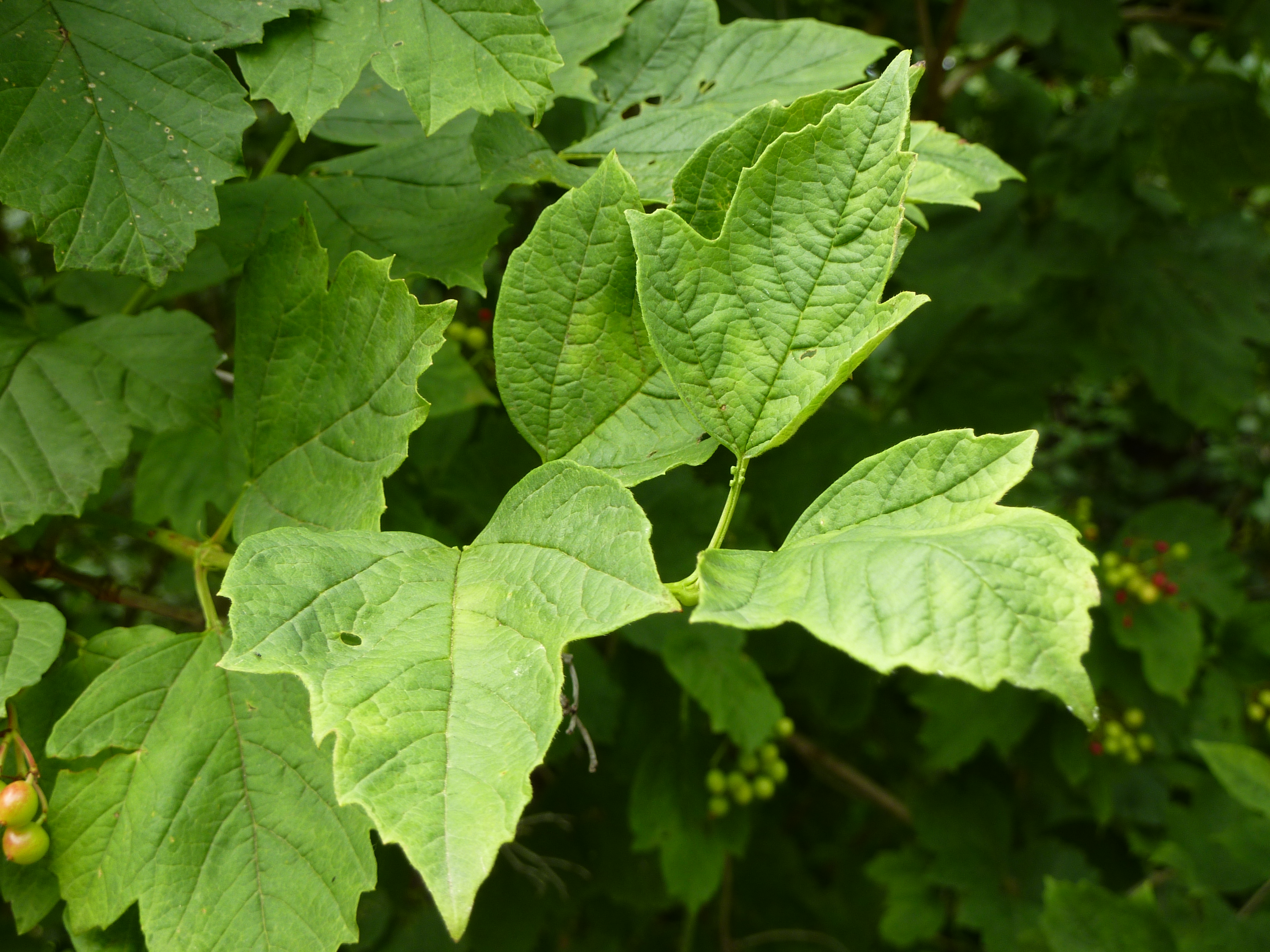
葉
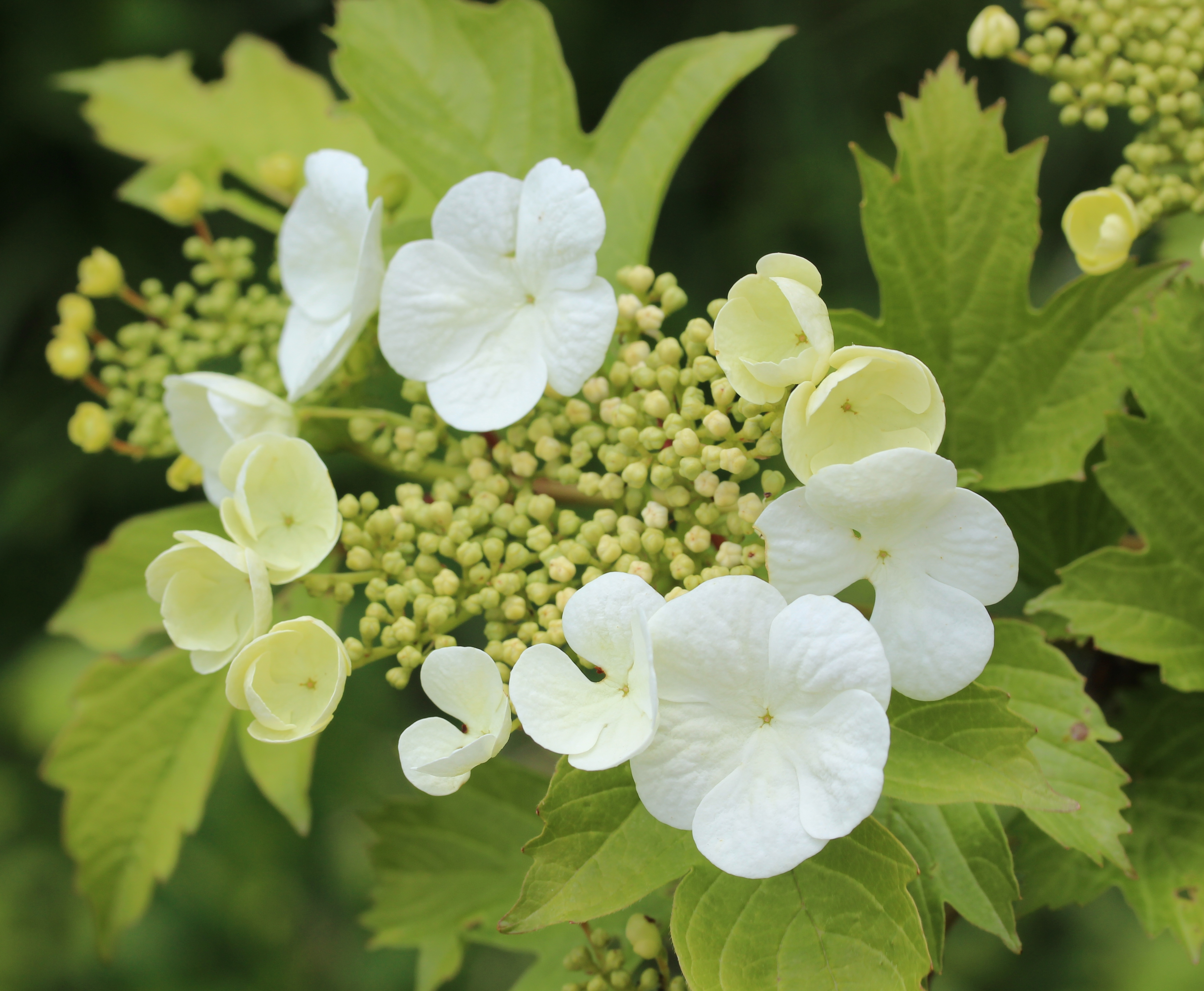
花
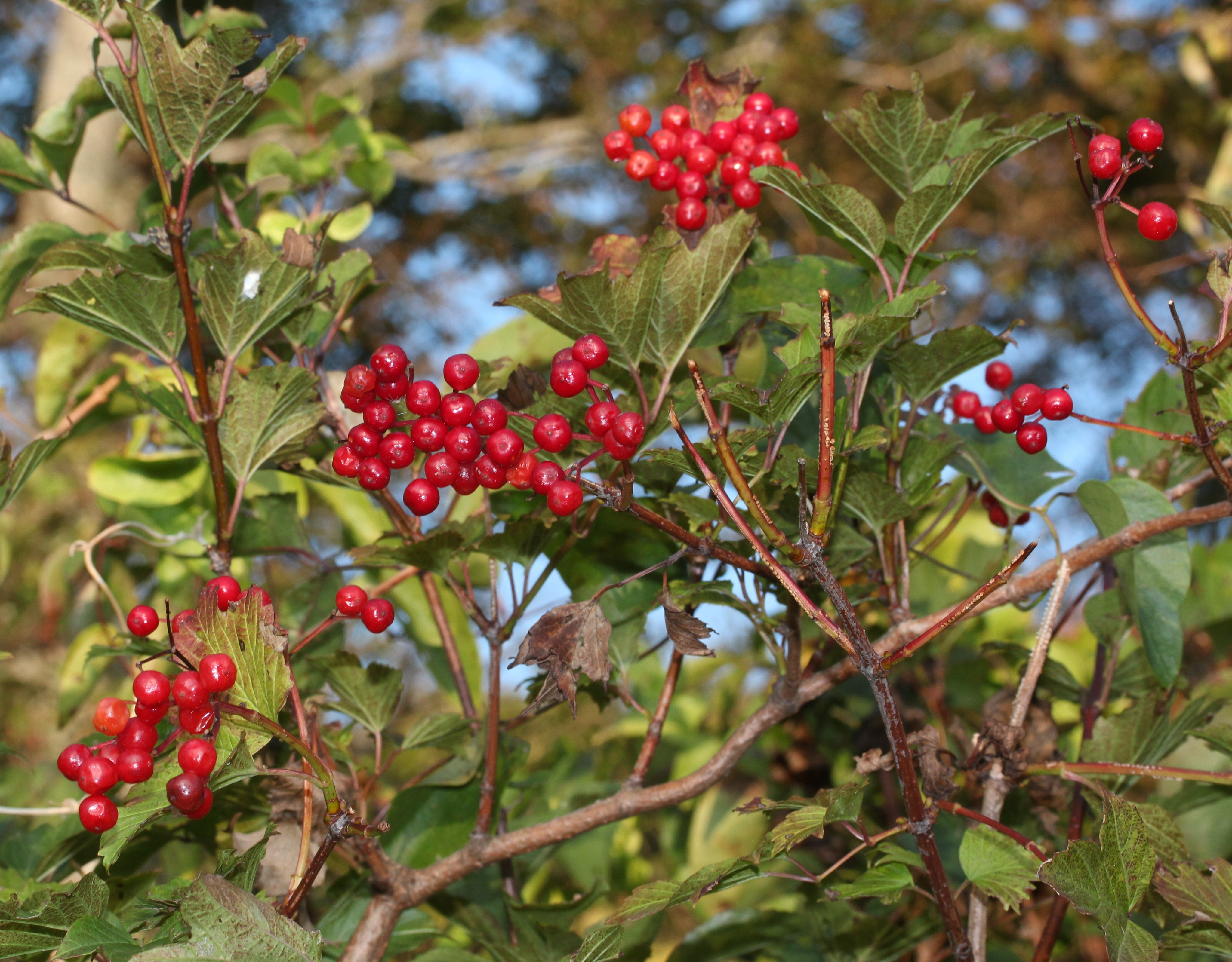
赤い実

## 利用
材は白色で香気があり、日本では楊枝や房楊枝の材料として使われてきた。また枝葉を煎じた液は止血効果があるとされ、切り傷や打ち身を洗う民間薬として利用されてきた。「肝木」の和名は、薬用として用いられた歴史に由来するとも推定されている。

## 近縁種・変種
- セイヨウカンボク（Viburnum opulus[11]） - 別名ヨウシュカンボク[8]。ヨーロッパから北アフリカにかけ分布する原種。カンボクに比べて樹皮が薄くて割れ目が少ない点や、葯の色がカンボクは紫色なのに対しセイヨウカンボクは黄色である点などで識別できる[8]。

### 変種
- テマリカンボク（V. o. var. sargentii f. hydrangeoides[12]） - 花序全体が装飾花となったもの（手毬咲き）で、観賞価値が高い[8]。花の形状はオオデマリに似るが、カンボクの仲間に特有の3裂の葉によって識別できる。
- ケカンボク（V. o. var. sargentii f. puberulum[13]） - 枝・葉柄・花序枝が有毛で、葉の裏面にも開出毛がある[5]。
- キミノカンボク（V. o. var. sargentii f. flavum[14]） - 果実が黄色の変種[5]。